# Mészszivacsok
A mészszivacsok (Calcarea) a szivacsok (Porifera) törzsének egyik osztálya nagyjából 400 recens fajjal. A tengerekben világszerte elterjedtek.

## Megjelenésük, felépítésük
Megtalálható köztük a szivacsok mindhárom testtípusa, tehát az aszkonoid, a szikonoid és a leukonoid forma is; az aszkonoid alak       kizárólag ebben az osztályban fordul elő.
Méretük jellemzően 10 centiméternél kisebb, de a leukonoid formák jóval nagyobbak is lehetnek.
Nevüket arról kapták, hogyszivacstűik anyaga kalcium-karbonát, ami lehet kalcit és aragonit is. Váztűik többnyire három-, ritkán két- vagy négysugarasak, tehát a kalcitváz gyakoribb az aragonitváznál.
Alakjuk cső vagy váza (Lőrinczi–Torma/ Lakatos Miksa/ Oláh Károly)

## Életmódjuk, élőhelyük
Kizárólag sósvíziek, és legtöbbjük sekély, meleg tengerekben él (Lőrinczi–Torma).

## Rendszertani felosztásuk
A ma élő mészszivacsokat az alábbi alosztályokba, rendekbe és családokba sorolják:
- Calcinea alosztály két renddel:
  - Clathrinida
    - Clathrinidae
    - Leucaltidae
    - Leucascidae
    - Leucettidae
    - Levinellidae
    - Soleneiscidae

  - Murrayonida
    - Lelapiellidae
    - Murrayonidae
    - Paramurrayonidae

- Calcaronea alosztály három renddel:
  - Baerida
    - Baeriidae
    - Lepidoleuconidae
    - Trichogypsiidae 

  - Leucosolenida
    - Achramorphidae
    - Amphoriscidae
    - Grantiidae
    - Heteropiidae
    - Jenkinidae
    - Lelapiidae
    - Leucosoleniidae
    - Sycanthidae
    - Sycettidae

  - Lithonida
    - Minchinellidae
    - Petrobionidae